# 립모터 C01
립모터 C01(영어: Leapmotor C01, 중국어 간체자: 零跑C01, 병음: Língpǎo C01)은 중국의 자동차 제조업체인 립모터에서 생산 중인 배터리식 전기 세단이다.

## 개요

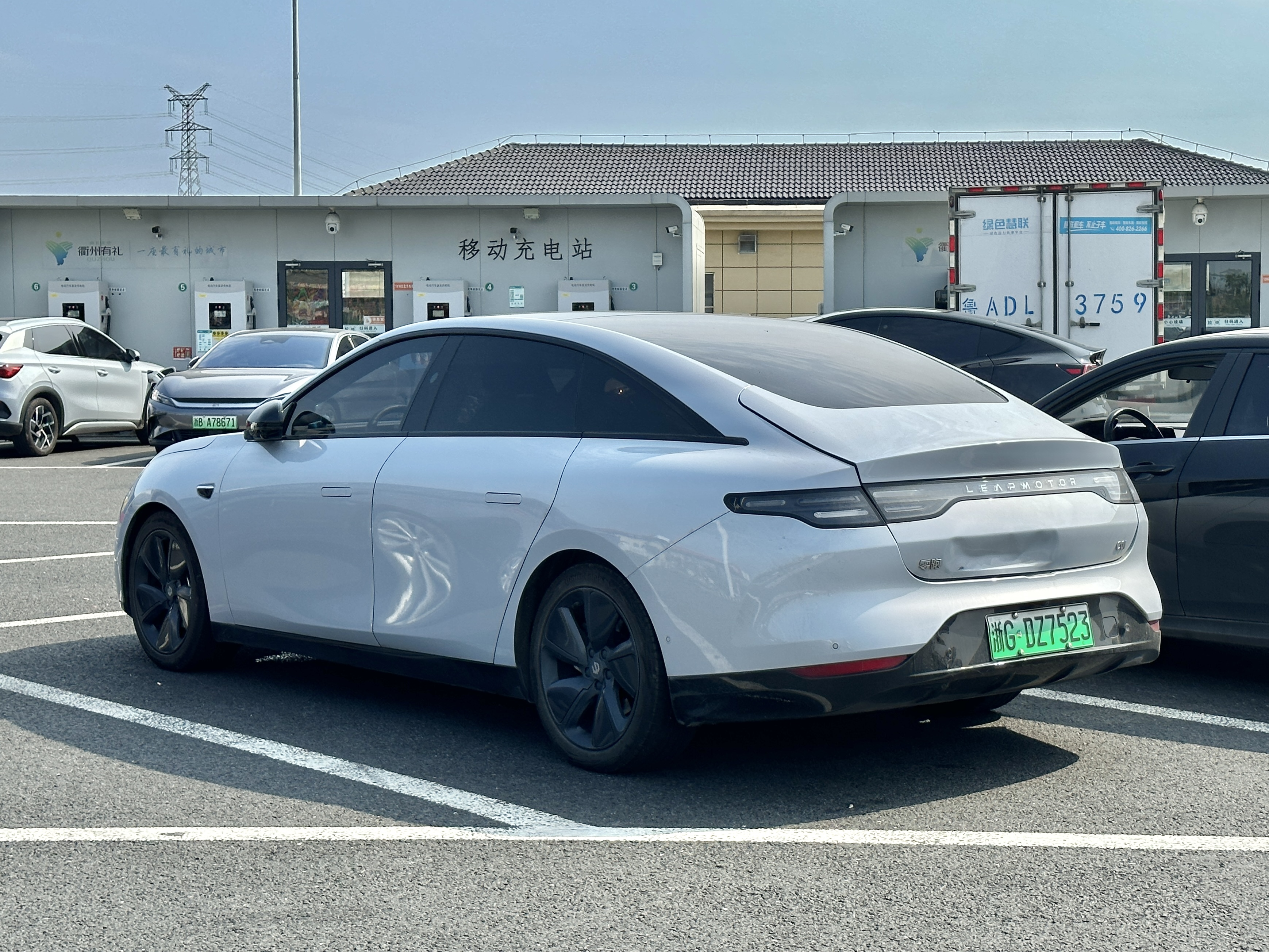
립모터 C01의 후면

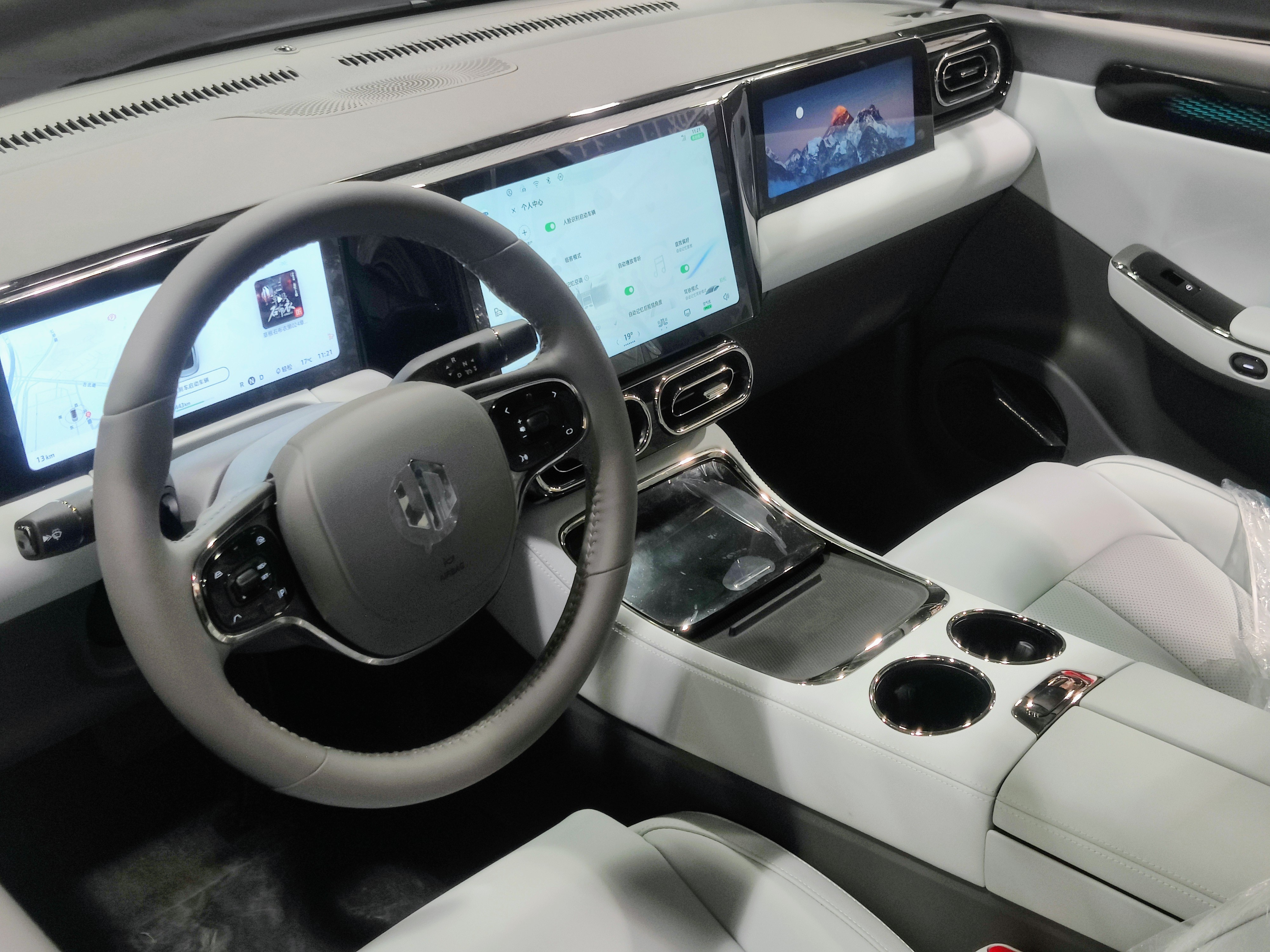
내부

립모터 C11 크로스오버 SUV와 동일한 플랫폼을 기반으로 제작되었으며 공기 저항 계수는 0.226Cd이다.보급형 C01은 200kW (268hp)의 출력과 360Nm의 최대 토크를 낼 수 있는 단일 모터를 탑재하고 있고, 듀얼 모터 버전은 최대 출력이 400kW(536hp)이고 최대 토크가 720Nm이다. 모든 모델에는 CTC 기술이 적용된 3중 배터리가 장착되어 있어 배터리 모듈과 본체가 포함된 배터리 트레이를 생산 차량 본체에 통합할 수 있다.